# Anguloa uniflora
Anguloa uniflora är en orkidéart som beskrevs av Hipólito Ruiz López och José Antonio Pavón y Jiménez. Anguloa uniflora ingår i släktet Anguloa och familjen orkidéer.
Artens utbredningsområde är Peru. Inga underarter finns listade i Catalogue of Life.

## Bilder

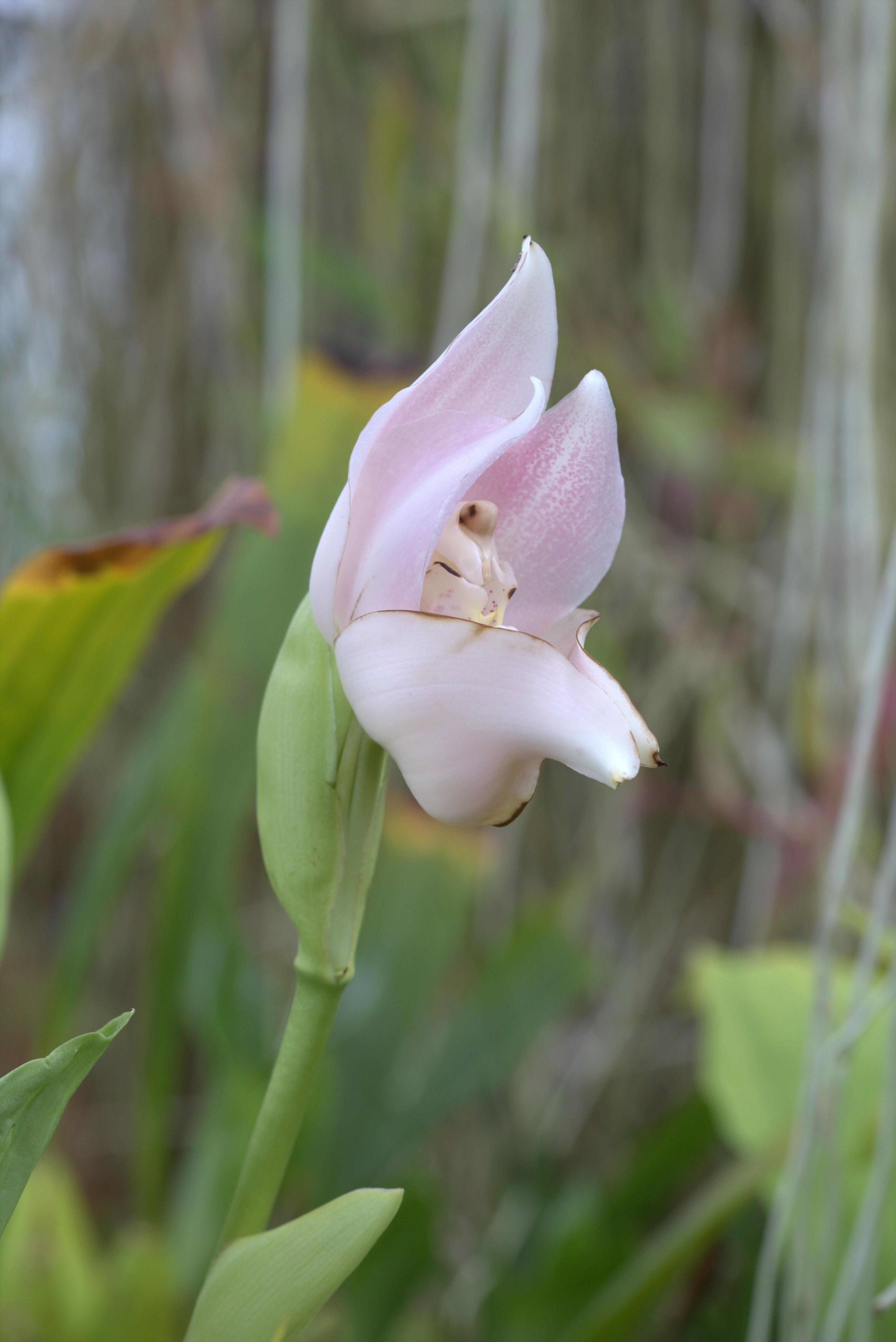
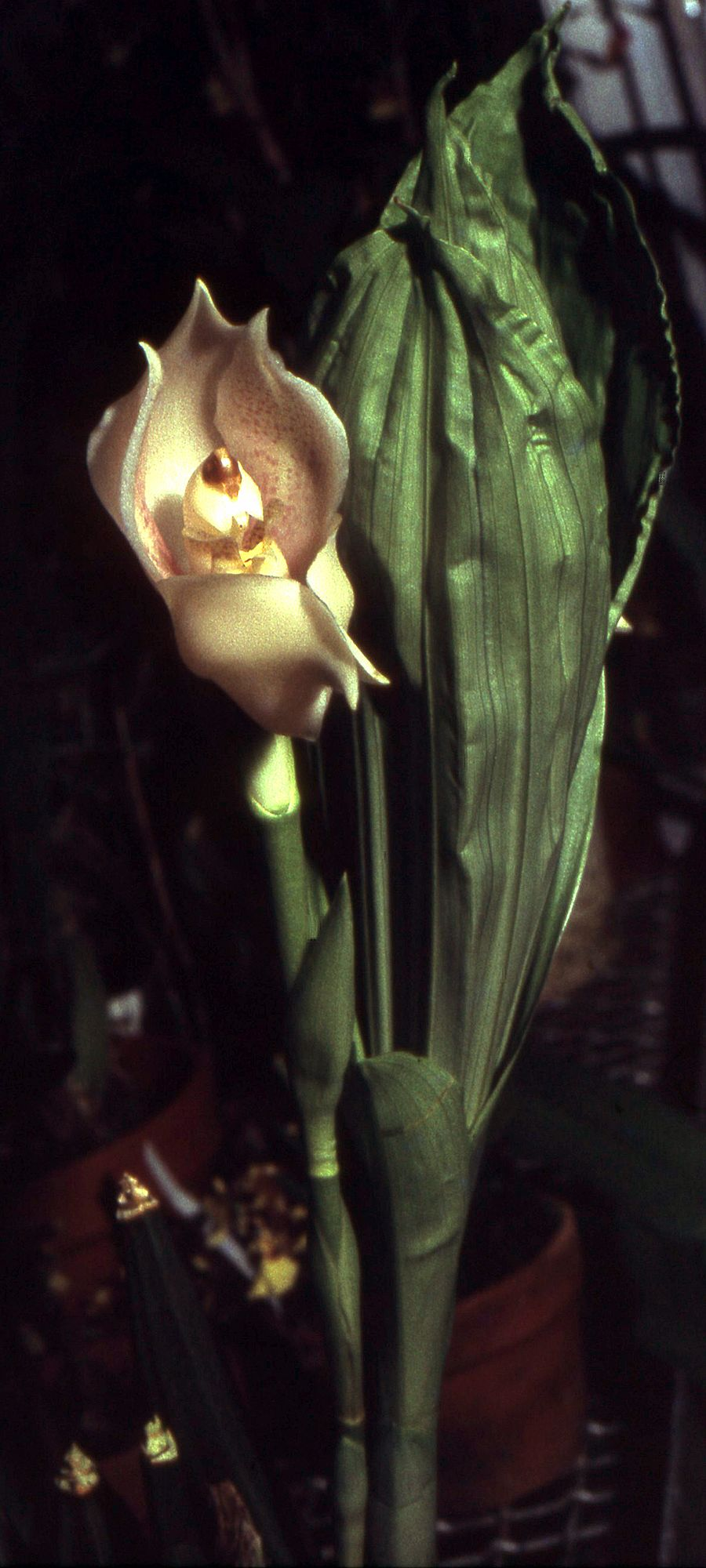
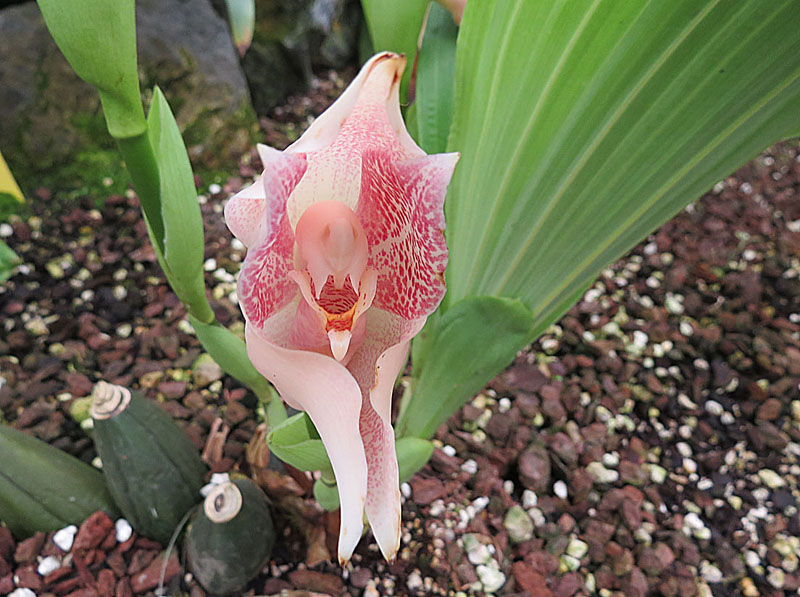
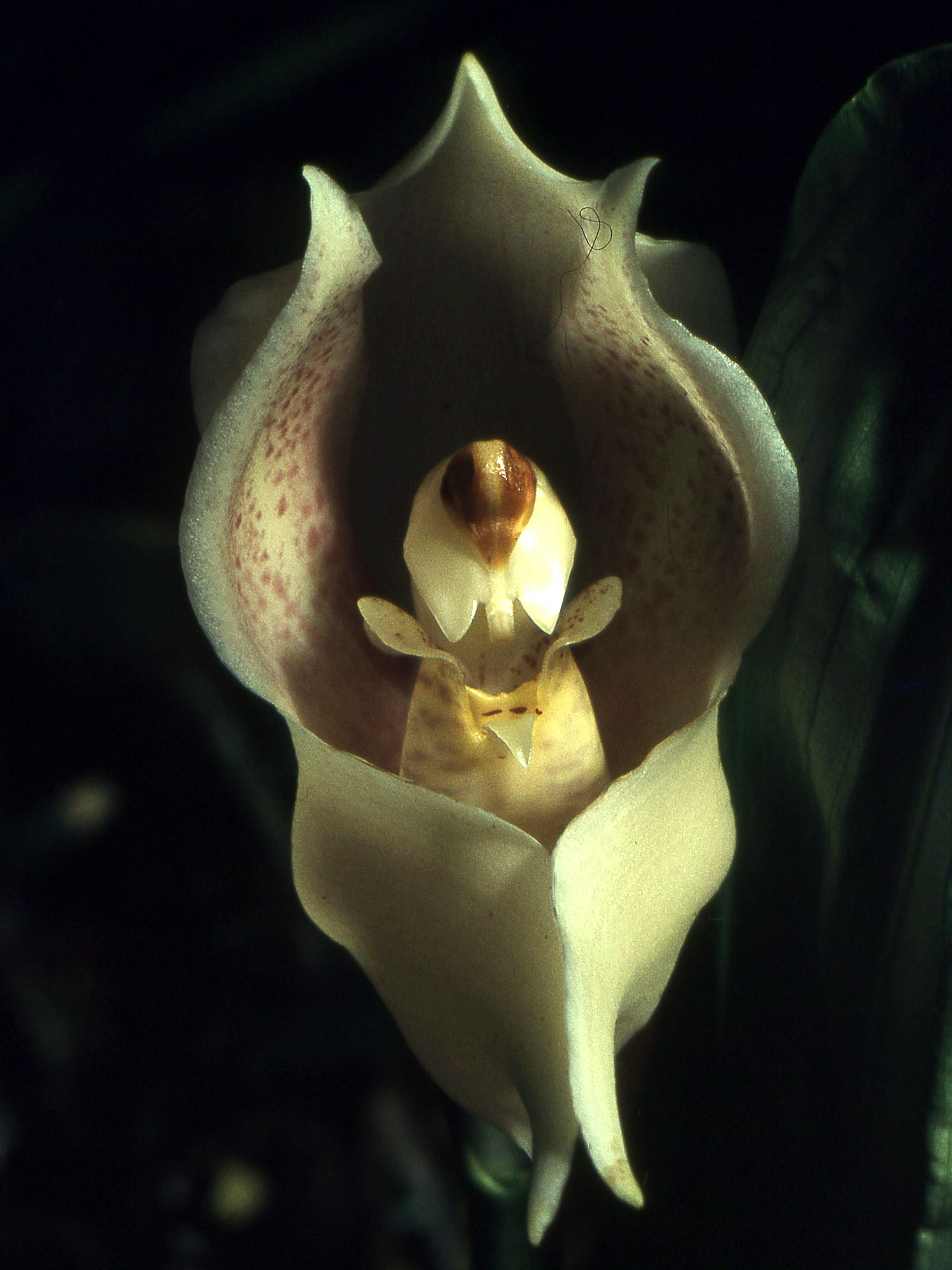
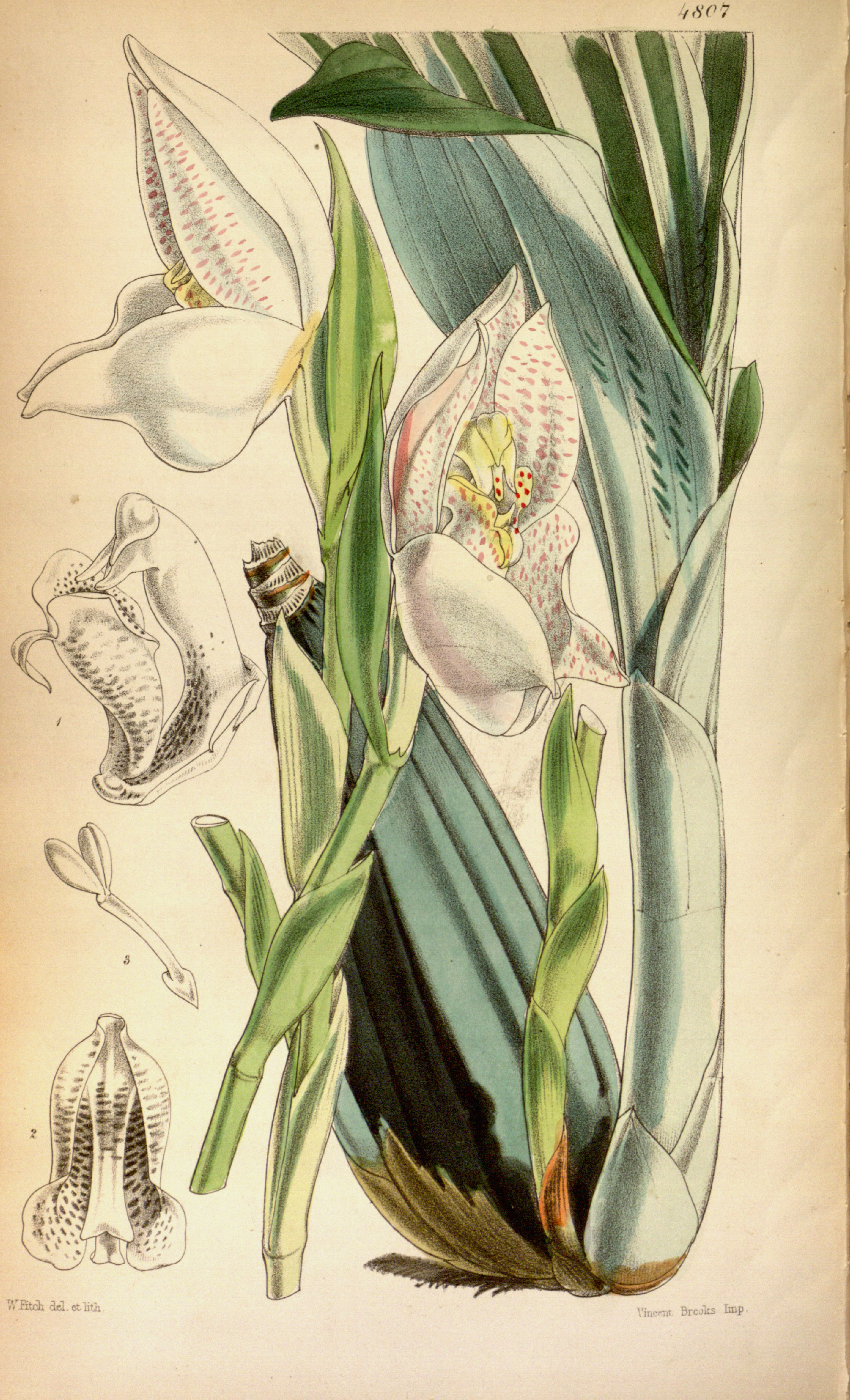